# Prix international d’astronautique
Der Prix international d’astronautique (deutsch Internationaler Preis für Astronautik), ursprünglich bis 1939 auch Prix REP-Hirsch (REP-Hirsch-Preis), ist ein Preis, der erstmals 1929 von der Société astronomique de France (SAF) verliehen wurde. Er würdigt wichtige Fortschritte auf dem Gebiet der interstellaren Navigation und Astronautik. Der Preis wurde von 1929 bis 1939 unregelmäßig und seit 2019 jährlich vergeben.

## Entstehung und Stiftung

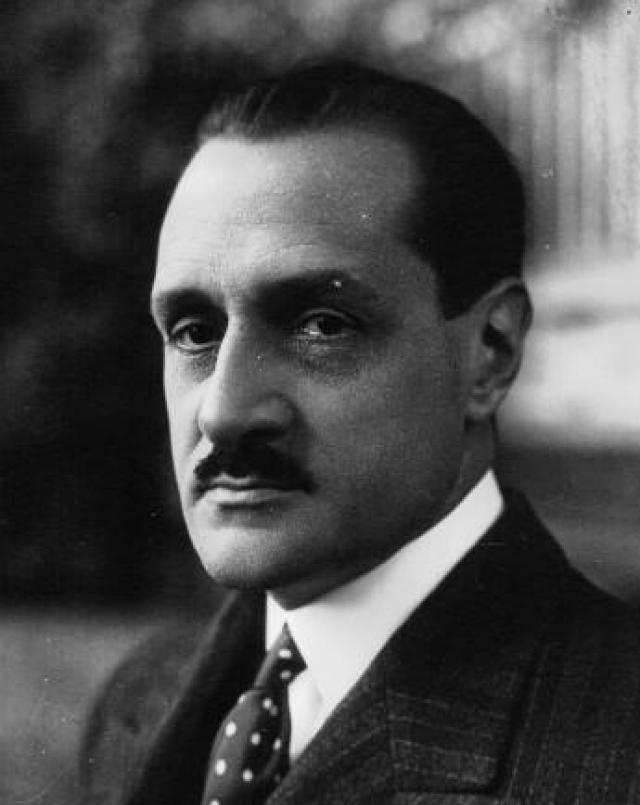
Robert Esnault-Pelterie (REP), 1930

1926 entschlossen sich Robert Esnault-Pelterie (REP) und André Louis-Hirsch, die Erforschung der Raketentechnik in Frankreich voranzutreiben. Hierbei setzten sie auf die Unterstützung der Société astronomique de France, in der sie beide Mitglieder waren. Mit General Gustave-Auguste Ferrié fanden sie überraschenderweise schnell einen Verbündeten, obwohl zu diesem Zeitpunkt noch nicht einmal der Begriff der Astronautik etabliert war und die Menschen eher romantische Vorstellungen von der Raumfahrt hatten.
Am 8. Juni 1927 gab REP im Grand Amphithéâtre de la Sorbonne vor einigen Mitgliedern der SAF, einschließlich General Ferrié, eine Konferenz mit dem Titel „L’exploration par fusées de la très haute atmosphère et la possibilité des voyages interplanétaires“ (Die Erforschung der oberen Atmosphäre durch Raketen und die Möglichkeit interplanetarer Reisen) und löste damit das Tabu innerhalb der SAF, sich mit der interplanetaren Raumfahrt beschäftigen zu dürfen. Dies führte in den folgenden Monaten zur Gründung einer Interessensgruppe innerhalb der SAF – jedoch ohne einen geeigneten Namen dafür zu haben.
Am 26. Dezember 1927 lud André Louis-Hirsch im Haus seiner Mutter zu einem Dinner. Dabei wurden neben REP sieben weitere prominente Persönlichkeiten eingeladen. Nach dem Essen debattierten die Gäste, wie man die Forschung anregen könne, und entschieden, eine jährliche Auszeichnung für die Astronautik zu etablieren: den Prix REP-Hirsch, benannt nach dem Initiator (REP) und dem Sponsor (Hirsch). Danach blieb nur noch die Frage, wie dieser neue Wissenschaftszweig zu nennen sei – man entschied sich letztlich für den vom anwesenden Science-Fiction-Autor J.-H. Rosny aîné vorgeschlagenen Begriff Astronautik. Dieser Begriff sollte im Februar 1928 in l’Astronomie, dem offiziellen Bulletin der SAF, veröffentlicht werden. Das Comité d’Astronautique (Komitee für Astronautik) erhielt seinen Namen und die Aufgabe, den Prix REP-Hirsch zu vergeben.

## Erste Vergaben im frühen 20. Jahrhundert
Das ursprüngliche 1928 festgelegte Regelwerk sah vor, dass jedes Mitglied des Komitees Arbeiten vorschlagen konnte, welche es für würdig hielt. Ebenso konnte jede Person, die selbst eine theoretische oder experimentelle Arbeit erstellt hat, diese bei der SAF einreichen. Dabei durften die Arbeiten in Französisch, Englisch, Deutsch, Spanisch, Italienisch oder Esperanto verfasst sein und mussten bis spätestens zum 31. Dezember eingereicht werden. Stimmberechtigt waren alle anwesenden Mitglieder des Komitees, wobei der Zeitpunkt der Abstimmung so gewählt werden musste, dass die Ergebnisse und die Detailentscheidung zur nächsten Generalversammlung der SAF im Juni des jeweiligen Folgejahrs vorlagen. Unter Aufgabe des jeweiligen Stimmrechts konnten auch Arbeiten von Mitgliedern des Komitees eingereicht werden.
Die Aufteilung des ursprünglich mit 5.000 Franc dotierten Preises oblag hierbei dem Komitee. Der Betrag konnte als Ganzes oder in mehreren Teilpreisen vergeben werden, ebenfalls war das Behalten eines etwaigen Restbetrags für das nächste Jahr möglich. Für die Jahre 1928, 1929 und 1930 sicherten REP und Louis-Hirsch die entsprechenden Mittel zu und nahmen sich selbst von der Teilnahme am Wettbewerb aus.

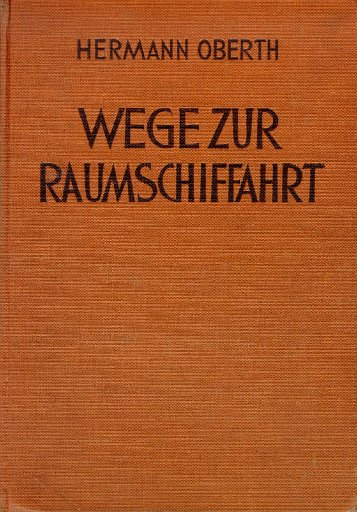
Wege zur Raumschiffahrt, 1929 von Hermann Oberth

Im Frühling 1929 begann die Auswahl der ersten Einreichungen. Nur neun von etwa zwanzig eingereichten Arbeiten wurden ernsthaft berücksichtigt. Autoren waren die Deutschen Hermann Oberth und Walter Hohmann, die Österreicher Max Valier und Franz von Hoefft, der Italiener Luigi Gussalli, die Sowjetbürger Alexander Scherschewski, Nikolai Rynin und Konstantin Ziolkowski sowie der US-Amerikaner John Noel Deisch. Das Komitee hatte ursprünglich Robert Goddard in Erwägung gezogen, jedoch wurden seine Arbeiten letztlich bei der Abstimmung nicht berücksichtigt, weil sie „nicht fortschrittlich genug“ waren. Den ersten Prix REP-Hirsch erhielt schließlich Hermann Oberth für seine wegweisende Arbeit Wege zur Raumschiffahrt, zwei „besondere Erwähnungen“ ergingen an Walter Hohmann für Die Erreichbarkeit der Himmelskörper und an John Noel Deisch für sein 172-seitiges Manuskript The Navigation of Space.
1930 wurde aufgrund mangelnder, fristgerechter Einreichungen kein Preis vergeben. André Louis-Hirsch war allgemein nicht angetan von dem Umstand, dass dieser als patriotisches Mittel gedachte Preis mehr Anklang bei Ausländern, insbesondere den Deutschen und Amerikanern, fand. Er war überzeugt davon, dass es notwendig sei, Aufmerksamkeit für die Sache zu gewinnen, um z. B. junge Talente zu fördern. So unterstützte er unter anderem potenzielle, neue Talente wie später 1934 den Franzosen Ananoff Alexandre. Im Frühling 1931 wurde der Preis zum zweiten Mal vergeben, diesmal an einen Franzosen: Pierre Montagne, ein Assistent von Pierre Jolibois. Die Mitglieder des Komitees, aber auch die Verantwortlichen bei der SAF waren über die Preisvergabe an einen Landsmann besonders erfreut.
Im Jahr 1934 erhielt Ari Sternfeld, der damals an der Universität Nancy studierte, einen außerordentlichen Förderpreis von 2.000 Franc. Die dritte offizielle Preisvergabe fand erst im Jahr 1935 statt. Der mit 1.000 Franc dotierte Preis ging an den Franzosen Louis Damblanc, der damals statische Tests an Feststoffraketentriebwerken am Institut aérotechnique in Saint-Cyr durchführte.
Der vierte REP-Hirsch-Preis sollte ursprünglich an Robert Goddard gehen, jedoch wurde seine Arbeit zu spät eingereicht, worauf ihm die SAF in ihrem Bulletin ein großes Bedauern aussprach. Der Preis wurde letztlich an die American Rocket Society und eines seiner Mitglieder, den Ingenieur Albert Africano, für die Arbeiten an der Kühlung der Brennkammer von Flüssigkeitsraketentriebwerken vergeben.
Mit 1937 und 1938 folgten wieder zwei Jahre ohne formalen Laureaten. An den Italiener Giovanni Serragli wurde jedoch 1938 ein Förderpreis für seine Arbeit mit dem Titel Recherches sur les poudres lentes et leur usage pour l'exploration de la haute atmosphère. („Forschungen über langsam brennende [Raketentreibstoff-]Pulver und deren Einsatz zur Erforschung der oberen Atmosphäre“) vergeben.
Zum fünften und letzten Mal sollte der Preis 1939 an die Amerikaner Frank Malina, einer der Gründer des Jet Propulsion Laboratory, und Nathan Carver (eigentlich Nathan Karabalnik) vergeben werden. Malina hatte seine Arbeit Ende 1938 fristgerecht eingereicht, bis zur jährlichen Generalversammlung der SAF im Juni 1939 folgte jedoch keine Mitteilung des Komitees für Astronautik. Am 15. Juni 1940 wurden auf Generalversammlung, die trotz der Besetzung von Paris durch die Wehrmacht abgehalten wurde, die Preisträger genannt. Malina wurde mit einer silbervergoldeten Medaille, Carver mit einer Silbermedaille ausgezeichnet. Die Lage war kriegsbedingt jedoch so katastrophal, dass dem Preis nebst einer Erwähnung im Bulletin der SAF für das Jahr 1939 keine weitere Bedeutung geschenkt wurde. Malina erfuhr erst 1946 von seiner Ehrung und erhielt den Preis im August 1958 auf dem 9. internationalen Raumfahrtkongress in Amsterdam. Carver wurde erst 1978 über seine Auszeichnung informiert, erhielt diese jedoch bis zu seinem Tod im Jahr 1988 nie überreicht.
Nach dem Auftauchen der Aggregat 4 und der Intensivierung der militärischen Forschung sowie der zunehmenden Geheimhaltung dieser nun wichtigen Technologie nach Ende des Zweiten Weltkriegs gab es kaum noch Material für die Preisvergabe. Auf dem 1. internationalen Raumfahrtkongress im Herbst 1950 in Paris erklärte André Louis-Hirsch die Zukunft des Preises wie folgt:

“The Astronomical Society of France [...] had no reason to award – at least for the moment – the REP price, which by the way still exists. [...] Today, researchers [work] in laboratories whose location we do not know [...] for the purpose of national defense. We therefore receive very few works and we prefer to wait for the day when [the] communication about scientific research will be easier.”

„Die Astronomische Gesellschaft Frankreichs [...] hatte keinen Grund – zumindest im Moment nicht –, den REP-Preis zu vergeben, der übrigens immer noch existiert. [...] Heute arbeiten Forscher in Laboren, deren Standort wir nicht kennen [...] zum Zweck der nationalen Verteidigung. Daher erhalten wir nur sehr wenige Arbeiten und ziehen es vor, auf den Tag zu warten, an dem [die] Kommunikation über wissenschaftliche Forschung einfacher sein wird.“

## Wiederbelebung des Preises im 21. Jahrhundert

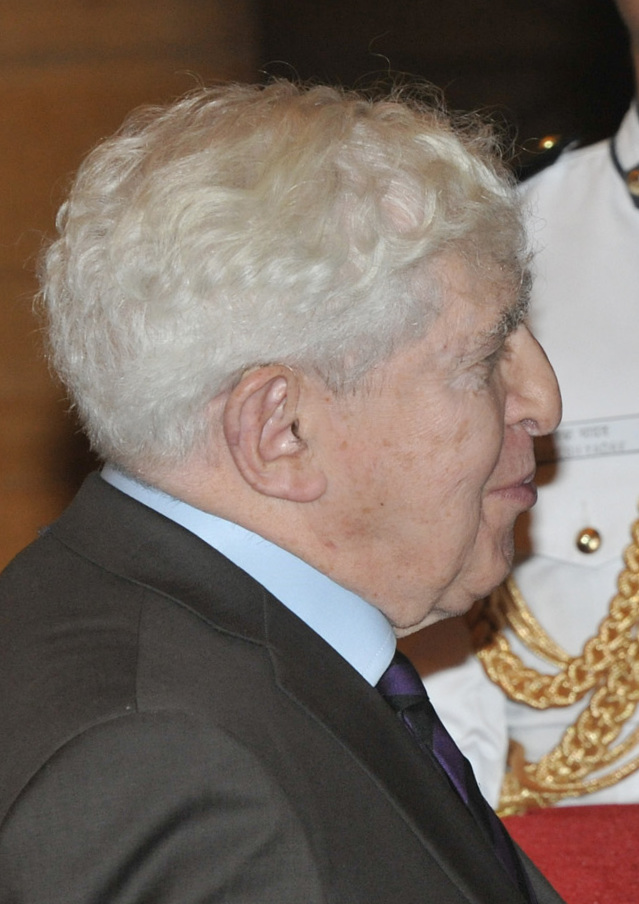
Jacques Blamont (2015)

Nach einer 80-jährigen Pause hat der Verwaltungsrat der SAF im Februar 2019 entschieden, die Kommission für Astronautik erneut einzusetzen. Im Mai 2019 wurde diese neue Commission Astronautique et Techniques Spatiales (Kommission für Astronautik und Weltraumtechniken) als ideologischer Nachfolger von 20 Enthusiasten neu belebt. Diese Kommission trifft in der Regel einmal pro Monat von September bis Juli zusammen. Im selben Jahr wurde auch der Preis wiederbelebt und vergeben. Um einen würdigen Nachfolger für Hermann Oberth zu finden, hat man sich für Professor Jacques Blamont entschieden. Er war einer der Gründer des Service d’aéronomie (SA), eines Forschungslabors am Centre national de la recherche scientifique (CNRS). Er war von 1958 bis 1985 Direktor des SA sowie ab 1982 Berater des Direktors des Centre national d’études spatiales (CNES). Die Ehrung mit dem wiederbelebten Prix international d'astronautique gilt seinen Verdiensten in den Geburtsstunden der französischen Weltraumaktivitäten. Seitdem wird der Preis jährlich vergeben.
2020 wurde das gesamte Team der Mission Hayabusa 2 ausgezeichnet. Der Preis für das mehrere hundert Personen aus aller Welt umfassende Team wurde am 10. April 2020 an den Missionsleiter Makoto Yoshikawa übergeben.
Im Jahr 2021 wurde der Preis an Philippe Lognonné und Philippe Laudet für ihre Beiträge zum Seismic Experiment for Interior Structure (SEIS) im Rahmen der Mars-Mission InSight vergeben.
2022 ging der Preis an Pernelle Bernardi und Sylvestre Maurice im Zusammenhang mit der Mission Mars 2020, speziell für das Instrument SuperCam am Rover Perseverance. Pernelle Bernardi ist die erste Frau, die mit dem Prix d’astronautique ausgezeichnet wurde, sie war verantwortlich für die Spezifikation und die Leistungsdaten des Instruments. Sylvestre Maurice ist einer der wissenschaftlichen Leiter und Entwickler des Instruments.
Der Preis wurde 2023 an Manuel Rodrigues von der ONERA für seine Messungen und Auswertungen der Daten im Rahmen des Microscope-Experiments zur Überprüfung des Äquivalenzprinzips im Weltraum vergeben.
Am 25. Mai 2024 erhielt Roger-Maurice Bonnet den Preis als Auszeichnung für sein Lebenswerk. Bonnet war von 1969 bis 1983 Direktor der  Laboratoire de Physique Stellaire et Planétaire am CNRS. Von 1983 bis 2001 war er der wissenschaftliche Direktor der europäischen Weltraumorganisation (ESA) und somit der Hauptarchitekt der europäischen Weltraumwissenschaft. Von 2001 bis 2006 war er schließlich Generaldirektor der ESA und spielte eine wichtige Rolle in der Weltraumforschung als Präsident des Committee on Space Research. Außerdem war er von 2002 bis 2003 wissenschaftlicher Generaldirektor im CNES.

## Liste der Preisträger
- 1929: Hermann Oberth[6][8] sowie „besondere Erwähnungen“ für Walter Hohmann und John Noel Deisch[8]
- 1931: Pierre Montagne[6]
- 1934: Ari Sternfeld (Förderpreis)[2] und Pierre Montagne erneut, aber ohne Dotierung[7]
- 1935: Louis Damblanc[2][24]
- 1936: American Rocket Society und ihr Mitglied Alfred Africano (1908–1980)[2]
- 1938: Giovanni Serragli (Förderpreis)[2]
- 1939: Frank J. Malina (Goldmedaille) und Nathan Carver (Silbermedaille)[2]
- 2019: Jacques Blamont[2][11][12]
- 2020: Makoto Yoshikawa bzw. das Team der Mission Hayabusa 2 der JAXA[13]
- 2021: Philippe Lognonné und Philippe Laudet[2][16]
- 2022: Pernelle Bernardi und Sylvestre Maurice[2][17][18]
- 2023: Manuel Rodrigues[2]
- 2024: Roger-Maurice Bonnet[2][25]